# Distretto di Capelo
Il distretto di Capelo è uno degli undici distretti della provincia di Requena, in Perù. Si trova nella regione di Loreto e si estende su una superficie di 842,37 chilometri quadrati.
Istituito il 20 luglio 1946, ha per capitale la città di Flor de Punga.